# Fav me
fav me(화보 미)는 일본의 여성 아이돌 그룹이다. 소속 사무소는 주식회사 아소비시스템.

## 개요
아소비시스템에 의해 KAWAII LAB.에 이어 2025년에 발족한 두 번째 프로젝트 「PEAK SPOT」로부터 탄생한 아이돌 그룹.

## 구성원
이름, 생년월일, 이미지 컬러
- 오노데라 아즈사 (小野寺 梓, 8월 8일(나이 불명)), 아키타현 출신 - 물
- 아베 카렌 (阿部 かれん, 2000년 2월 2일(25세)), 오사카부 출신 - 보라
- 카와기시 루나 (川岸 瑠那, 2001년 4월 29일(24세)), 도쿄도 출신 - 오렌지 - PRODUCE 101 JAPAN THE GIRLS 참가자
- 세노 마린 (瀬乃 まりん, 2005년 10월 17일(19세)), 도쿄도 출신 - 노랑
- 마루야마 리나 (丸山 蘭奈, 2002년 1월 6일(23세)), 나가노현 출신 - 민트 그린
- 미오카와 마이카 (澪川 舞香, 2001년 10월 27일(23세)), 오사카부 출신 - 빨강
- 나카모토 코마리 (中本 羽鞠, 2002년 9월 23일(22세)), 오사카부 출신 - 분홍 - 당고모는 스미다 아이코

## 작품

### 착신 싱글
1. New World (2025년 4월 11일)
2. ちゅーしよう (2025년 4월 22일)
3. 蒼のラブレター (2025년 5월 9일)
4. ケーキを食べればいいんじゃない? (2025년 5월 23일)
5. ギュッてして! (2025년 6월 6일)
6. ストレイト・ストライド (2025년 6월 20일)
7. わんだーらんっ! (2025년 7월 4일)
8. Special My Summer♡ (2025년 7월 18일)
9. すきなんかじゃ…にゃい! (2025년 8월 1일)
10. あの空はずっとキミの色 (2025년 8월 15일)